# Sericomyrmex
Sericomyrmex — рід мурах підродини Myrmicinae. Містить 19 видів.

## Поширення
Рід поширений в тропічних регіонах Центральної та Південної Америки від Центральної Мексики до Парагваю.

## Опис
Середнього розміру мурахи; мономорфні. Тіло з численними вигнутими волосками. Вусики складаються з 11 члеників, без явної булави (у самців з 12 сегментів). Стеблинка між грудкою і черевцем складається з двох члеників: петіолюса і постпетіолюса (останній чітко відділений від черевця), жало розвинене, лялечки голі (без кокона). 

## Спосіб життя
Сім'ї нечисленні (близько 200 особин). Відомі симбіозом з грибами, що вирощуються в мурашниках. Гніздо складається з декількох камер, розташованих вертикально в ґрунті. Як субстрат для грибниці використовують шматочки плодів рослин.

## Види
- Sericomyrmex amabilis Wheeler, 1925
- Sericomyrmex aztecus Forel, 1885
- Sericomyrmex beniensis Weber, 1938
- Sericomyrmex bondari Borgmeier, 1937
- Sericomyrmex burchelli Forel, 1905
- Sericomyrmex diego Forel, 1912
- Sericomyrmex harekulli Weber, 1937
- Sericomyrmex impexus Wheeler, 1925
- Sericomyrmex luederwaldti Santschi, 1925
- Sericomyrmex lutzi Wheeler, 1916
- Sericomyrmex mayri Forel, 1912
- Sericomyrmex moreirai Santschi, 1925
- Sericomyrmex myersi Weber, 1937
- Sericomyrmex opacus Mayr, 1865
- Sericomyrmex parvulus Forel, 1912
- Sericomyrmex radioheadi Ješovnik/Schultz, 2017
- Sericomyrmex saussurei Emery, 1894
- Sericomyrmex scrobifer Forel, 1911
- Sericomyrmex urichi Forel, 1912
- Sericomyrmex zacapanus Wheeler, 1925